# アニメコンベンション
アニメコンベンション（anime convention）とは、アニメを主題としたコンベンション（大会）を指す。コンベンション内の各個の企画をイベントと呼ぶ。主にファン組織によるNPO主催のコンベンションが多いが、営利コンベンションや企業コンベンションも少なからずある。
特にNPO形態のアニメコンベンションでは一般参加者を客と呼称すると税制上の問題があるので、参加者（attendee）もしくは会員（member）と呼ぶ。また、入場に関しても有料なことが多いが、同じく税制上の理由で登録料（registration）もしくは会費（membership）と呼ばれている。参加者登録をすると参加者バッジが発行されるが、これもチケットだと会場のコンベンションセンターに販売手数料を支払う必要があることに所以する。
アメリカで『セーラームーン』がテレビ放映される1995年までの参加者は20代の男性が多かったが、以降は女性ファンや未成年の参加者が急増している。日本のコミケとは違い、ファン作品の即売はアーティスト・アレー（artists alley：アーティスト横町）と呼ばれるコンベンションの一企画であり、物販は業者の出店会場のディーラーズ・ルーム（dealers room）で行われる。

## 内容
アニメコンベンションは週末の金曜日から日曜日の3日間にかけて開催されるのが一般的である。3連休の週末を利用して期間が4日間の大型コンベンションもある。会場は中小規模のコンベンションならばホテル、大型ならばコンベンション・センターを会場としている。
余程の小さなコンベンションでない限り、アニメコンベンションはアニメや関連業界のプロをゲスト・オブ・オナー（guest of honor）として招聘する。
コンベンションは大抵、オープニング・セレモニー（開会式）から始まるが、開会式に重点をおかなかったり、開会式すらないコンベンションもある。ここでゲストは、司会に紹介され、舞台挨拶をする。最後に開会宣言によりコンベンションが形式上開会となる。
ゲストは主に、日本で活躍しているプロのアニメーターや、原作者（漫画家）、声優が多いが、予算やツテが限られている中小コンベンションでは現地語版の吹き替え声優がゲストになることが多い。ゲストはパネルとよばれるトークイベントとサイン会に参加することが期待されている。
イベント名に「JAPAN」などと付いていても、アメリカ作品やK-POPが出展され何でもありになっていることが多い。
プロやゲスト以外のイベントでは、日本でMADビデオとして知られる、アニメ映像と音楽を編集したアニメ・ミュージック・ビデオ（AMV）の上映会、マスカレードもしくは単にコスプレとよばれるコスプレコンテスト、アニメ商品の販売会場であるディーラーズ・ルームなどがある。
マスカレードでは、コスプレイヤーがエントリーして舞台で寸劇など演じる。審査員がいて、採点が行われ、受賞者が決められる。審査員はゲストのこともあるが、有名コスプレイヤーが厳しく採点することが多い。
コンベンションに歌手やバンドが招聘されて、コンサートで歌うのも定着している。大手コンベンションはソニー、エイベックス、ジェネオン、ビクターなどのレーベルのアーティストを迎え、中堅コンベンションも日本のインディーズ系のビジュアル系バンドを好んで招聘している。小コンベンションでも、アニメやゲーム音楽を演目に含むセミプロやアマチュアのカバーバンドが来ている。
深夜になるとダンスがあるが、コスプレダンスパーティーではなく、普通のダンスパーティーであることが多い。むしろ、大事なコスチュームを汗で汚したくないコスプレイヤーは普段着に着替えていることすらある。DJの趣味にもよるが、最低限のダンス系アニメ音楽を曲目に入れないと不評となる。

## アニメコンベンションとビジネス
アニメコンベンションの数はアメリカ、ヨーロッパを中心に増えつつあり、規模の大小を合わせて数えれば、今や週末の数よりも多くなっている。大手や中堅コンベンションは現地代理店の作品発表の場として、企業も積極的に参加している。
コンベンションの大小を問わず、ディーラーズ・ルームは必須であり、そこでは業者がアニメや関連したおたくグッズを幅広く販売している。